# Cloreto de cádmio
Cloreto de cádmio, ou dicloreto de cádmio, é o composto químico inorgânico de fórmula CdCl2, apresentando-se comercialmente na forma hemipentahidratada, ou (2:5) hidrato, CdCl2.5/2H2O.
É um sólido higroscópico altamente solúvel em água e levemente solúvel em etanol.